# Honfleur
Honfleur är en kommun i departementet Calvados i regionen Normandie i nordvästra Frankrike. Kommunen ligger  i kantonen Honfleur som ligger i arrondissementet Lisieux. År 2022 hade Honfleur 6 751 invånare.

## Befolkningsutveckling
Antalet invånare i kommunen Honfleur
Referens: INSEE

## Galleri

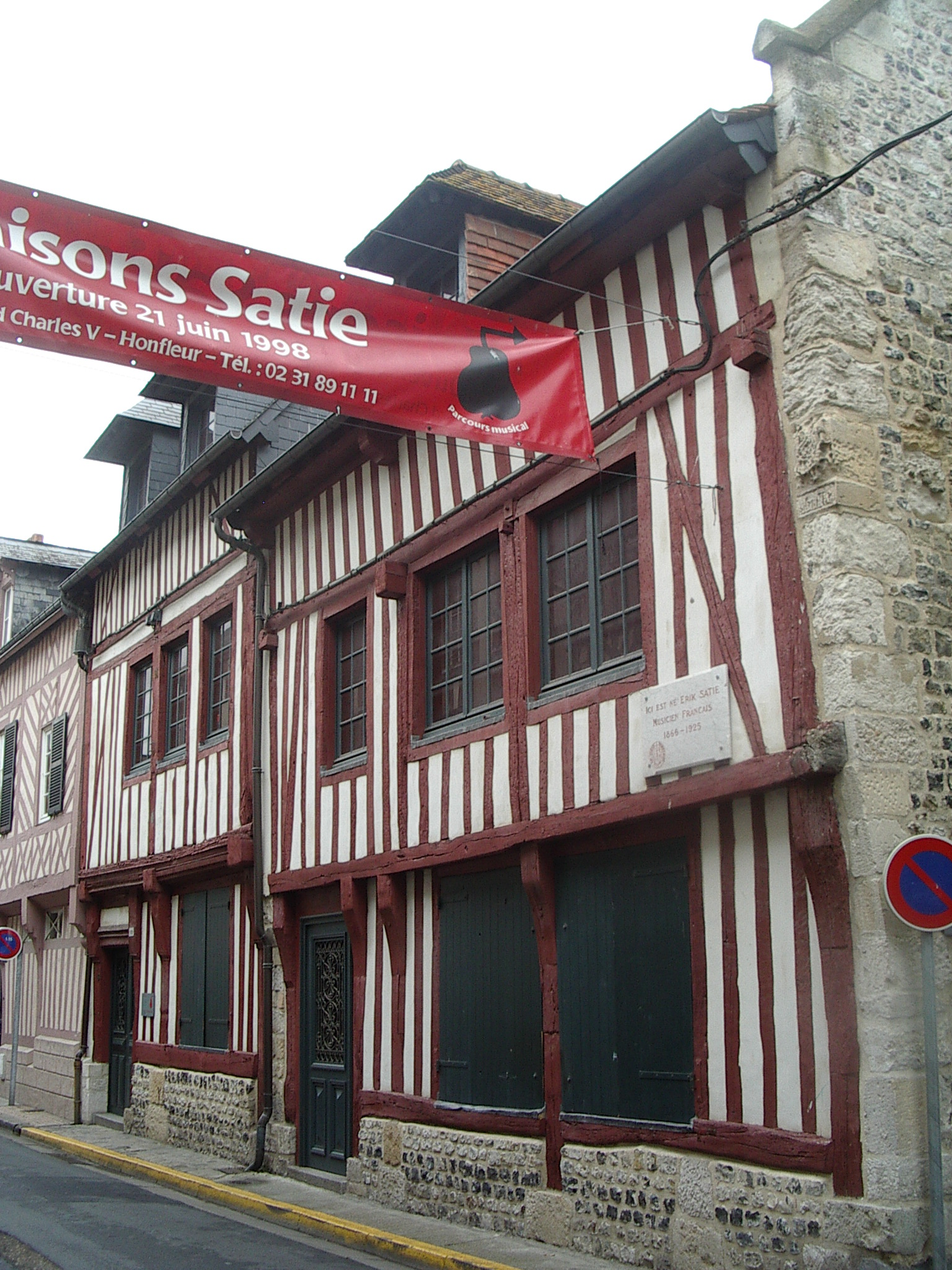
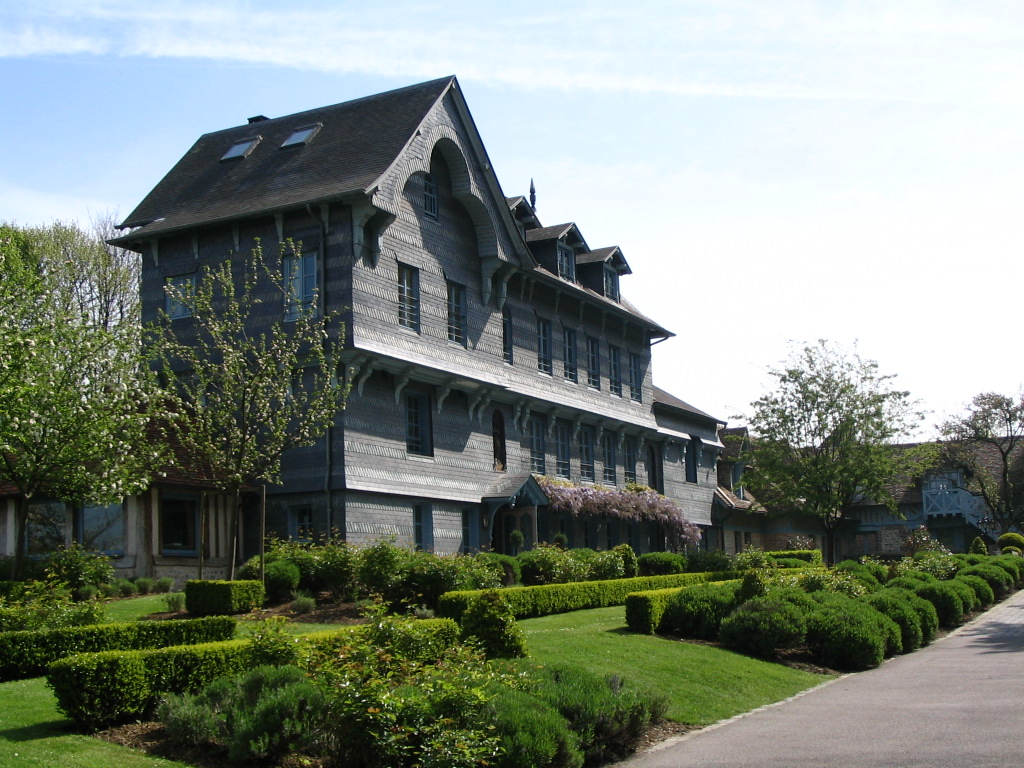
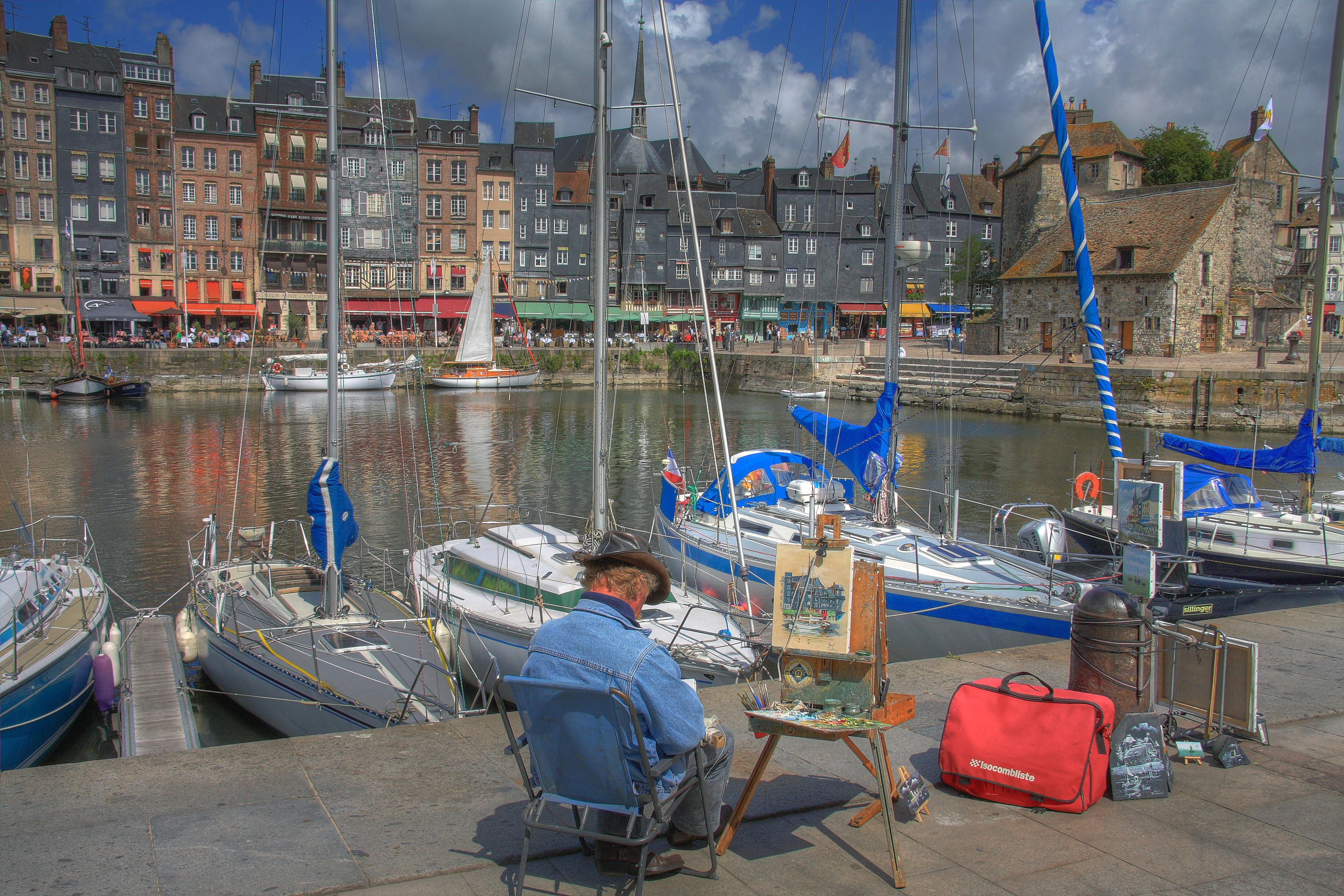
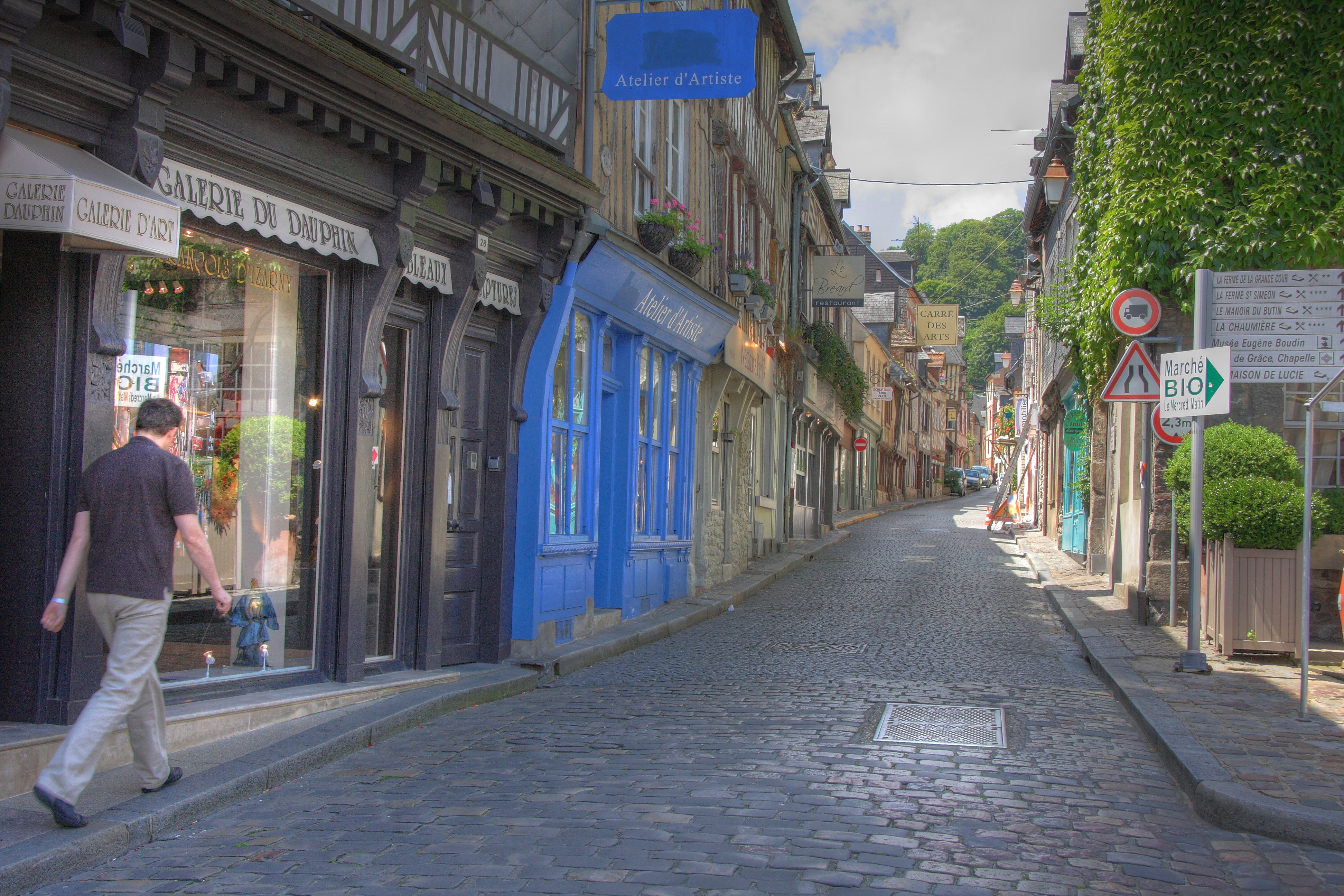
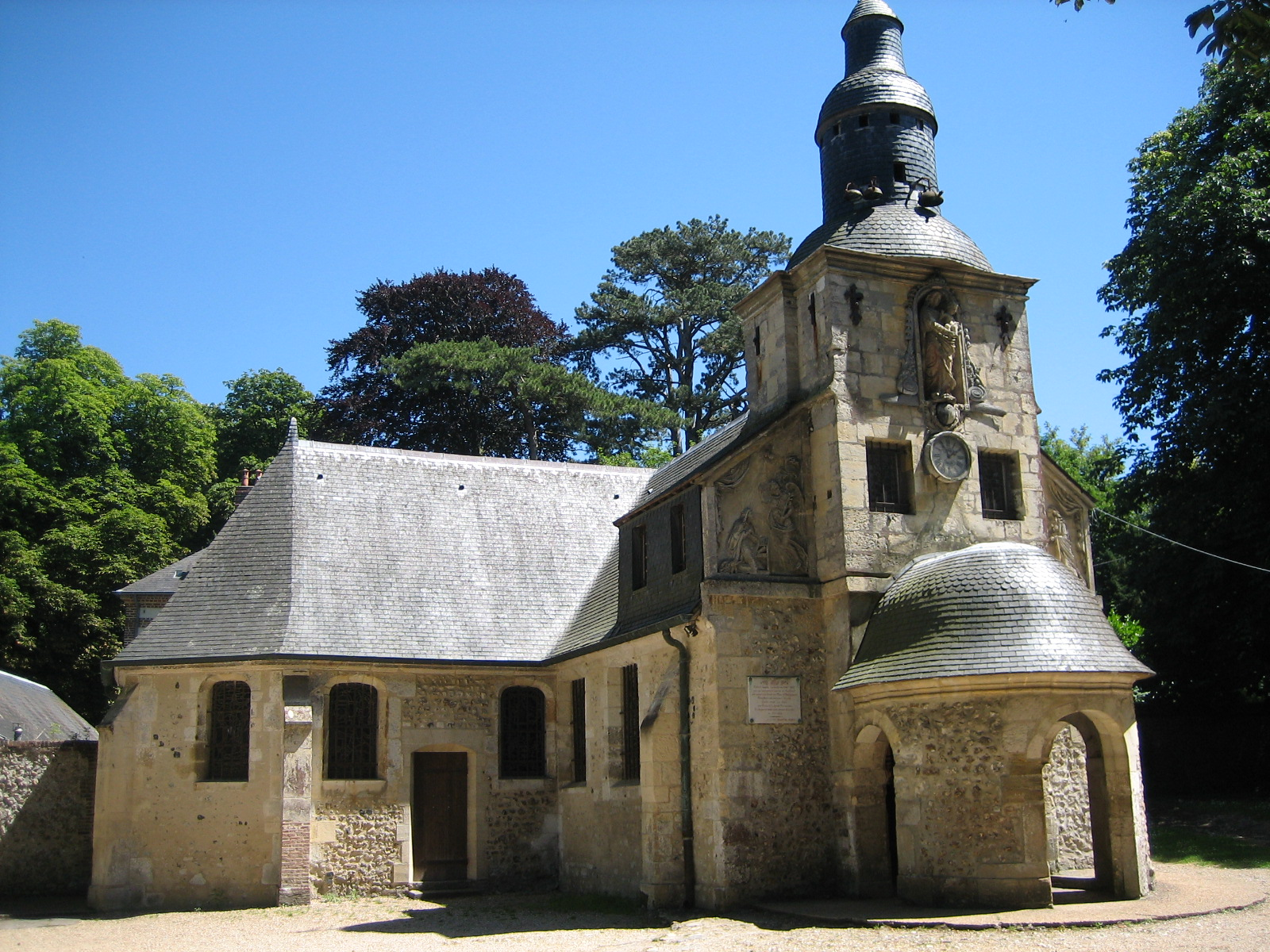
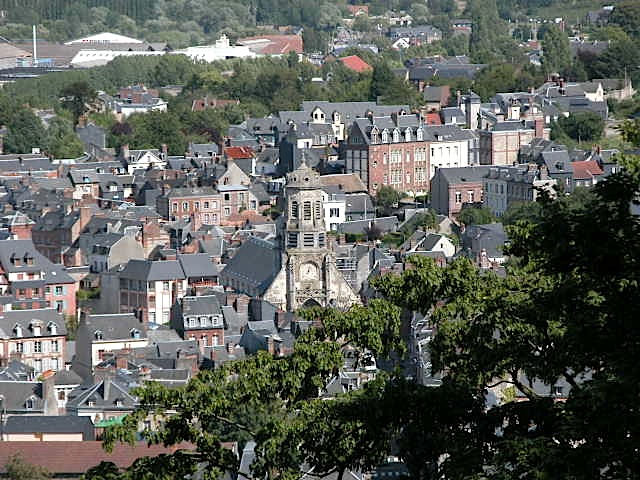
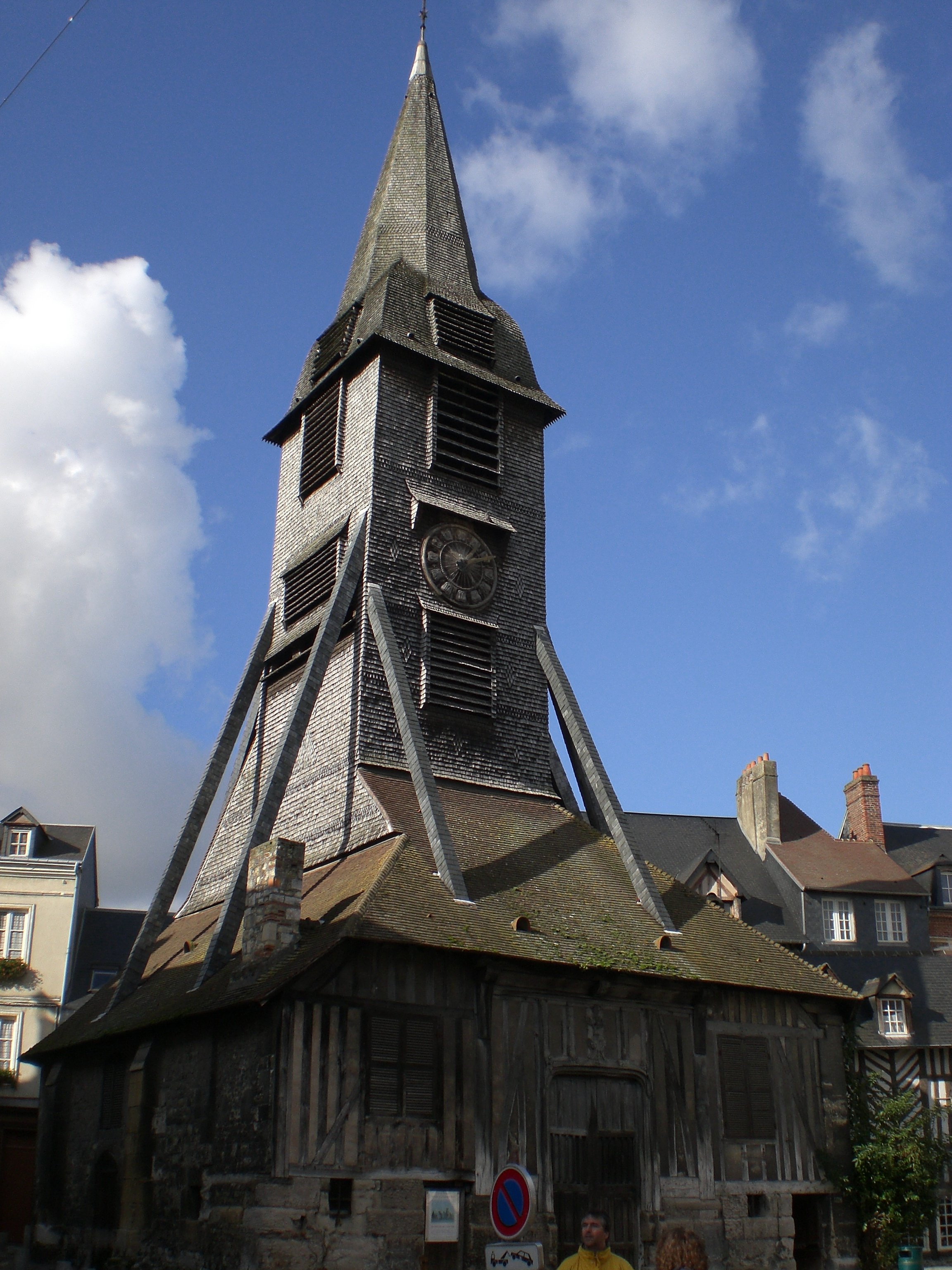